# ニューヨーク市の橋とトンネル

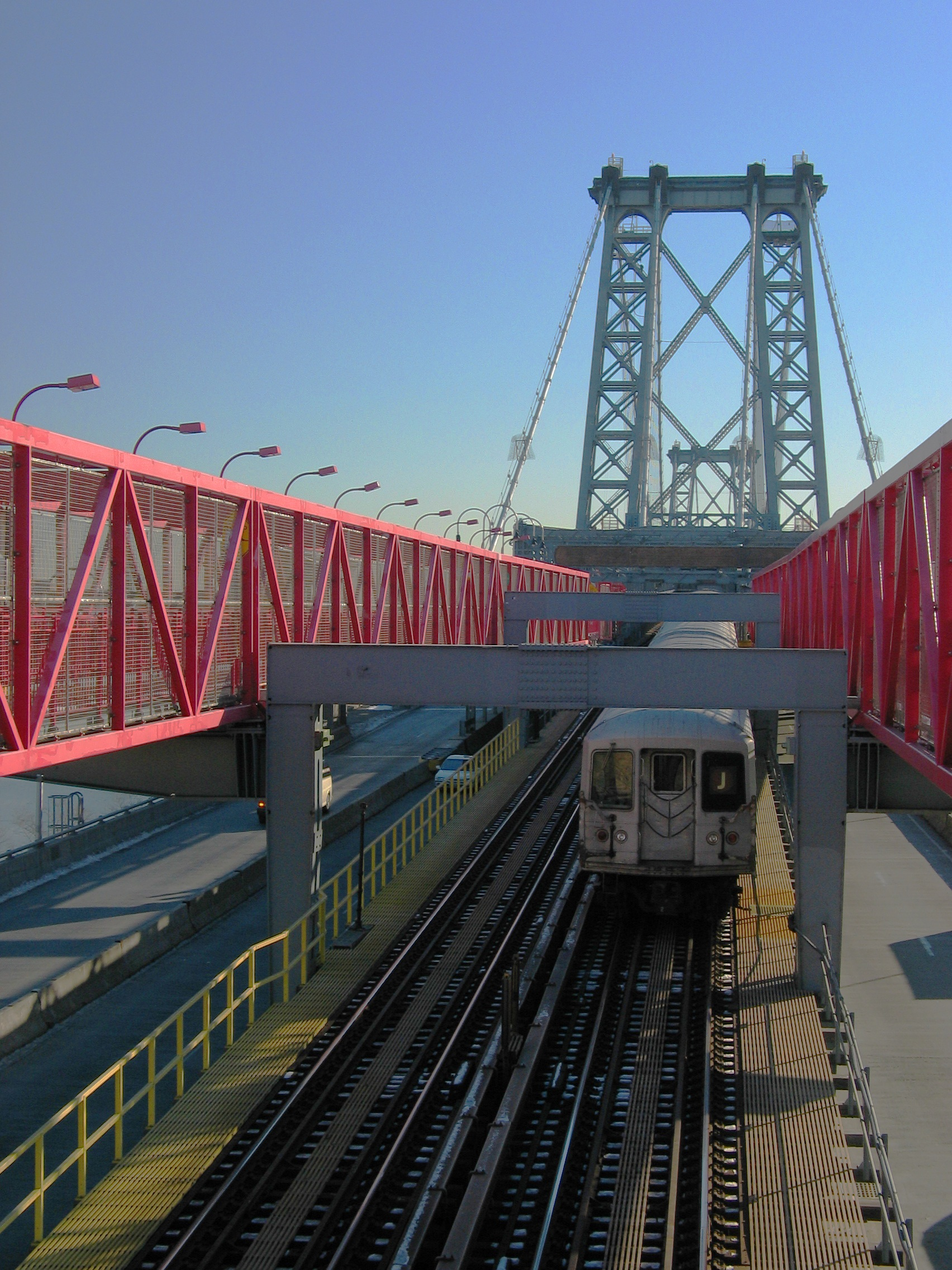
ウィリアムズバーグ橋を走るJトレイン

ニューヨーク市の港湾および水路は、以前は貿易の中心となっていた。しかし、現在は水上交通が一般的ではなくなり、かわって橋やトンネルが中心となっている。2,000以上の橋・トンネルは、市内の至る所で、交通を分断することなく通じている。ニューヨーク市交通課、ニューヨーク・ニュージャージー港湾公社、メトロポリタン・トランスポーテーション・オーソリティ（MTA）、ニューヨーク州交通課、ニューヨーク市環境保護課（DEP）、アムトラック及びニューヨーク市公園課は、ネットワークの管轄を行っている。
市の主な橋のほとんどや、いくつかのトンネルは、記録をつくっている。1927年開通のホランド・トンネルは、世界初の乗り物用トンネルである。また、ブルックリン橋、ウィリアムズバーグ橋、ジョージ・ワシントン橋、ヴェラザノ・ナローズ橋は、それぞれ1883年、1903年、1931年、1964年の開通当時、世界最長の吊り橋だった。

## 橋
ニューヨークの横断施設の歴史は、1693年に遡る。この年、キングス橋として知られる橋が、マンハッタンとブロンクスの間にあるスパイテン・ダイヴィル川に建設された。石と木から造られていたこの橋は、1917年に崩壊した。最も古い現存する橋は、ハーレム川でマンハッタンとブロンクスを結ぶハイ・ブリッジである。この橋は、クロトン水道システムの一部として、市内に水を供給するために構築された。
10本の橋と1本のトンネルは、歴史的な建築物として認証されている。1927年に開通したホランド・トンネルは、最初の換気された自動車用水底トンネルとして、1993年にアメリカ合衆国国定歴史建造物となった。ジョージ・ワシントン、ハイ・ブリッジ、ヘルゲート、クイーンズボロ、ブルックリン、マンハッタン、マコンブ・ダム、キャロル・ストリート、ユニバーシティ・ハイツ、ワシントン橋も同様に歴史的な建築物となっている。
ニューヨークでは、自動車、トラック、地下鉄車両、自転車、歩行者など、さまざまなものが渡ることができる橋がある。ニューヨーク市とニュージャージー州フォートリーとの間のハドソン川に架かるジョージ・ワシントン橋は、世界で最も交通量の多い橋である。ジョージ・ワシントン橋、ヴェラザノ・ナローズ橋、ブルックリン橋は、世界で最も美しい橋とされることもある。他に、2本の線路、8本の車線、1つの歩道があり、重要な機能を果たすウィリアムズバーグ橋も有名である。

### 水系別橋一覧

#### イースト川

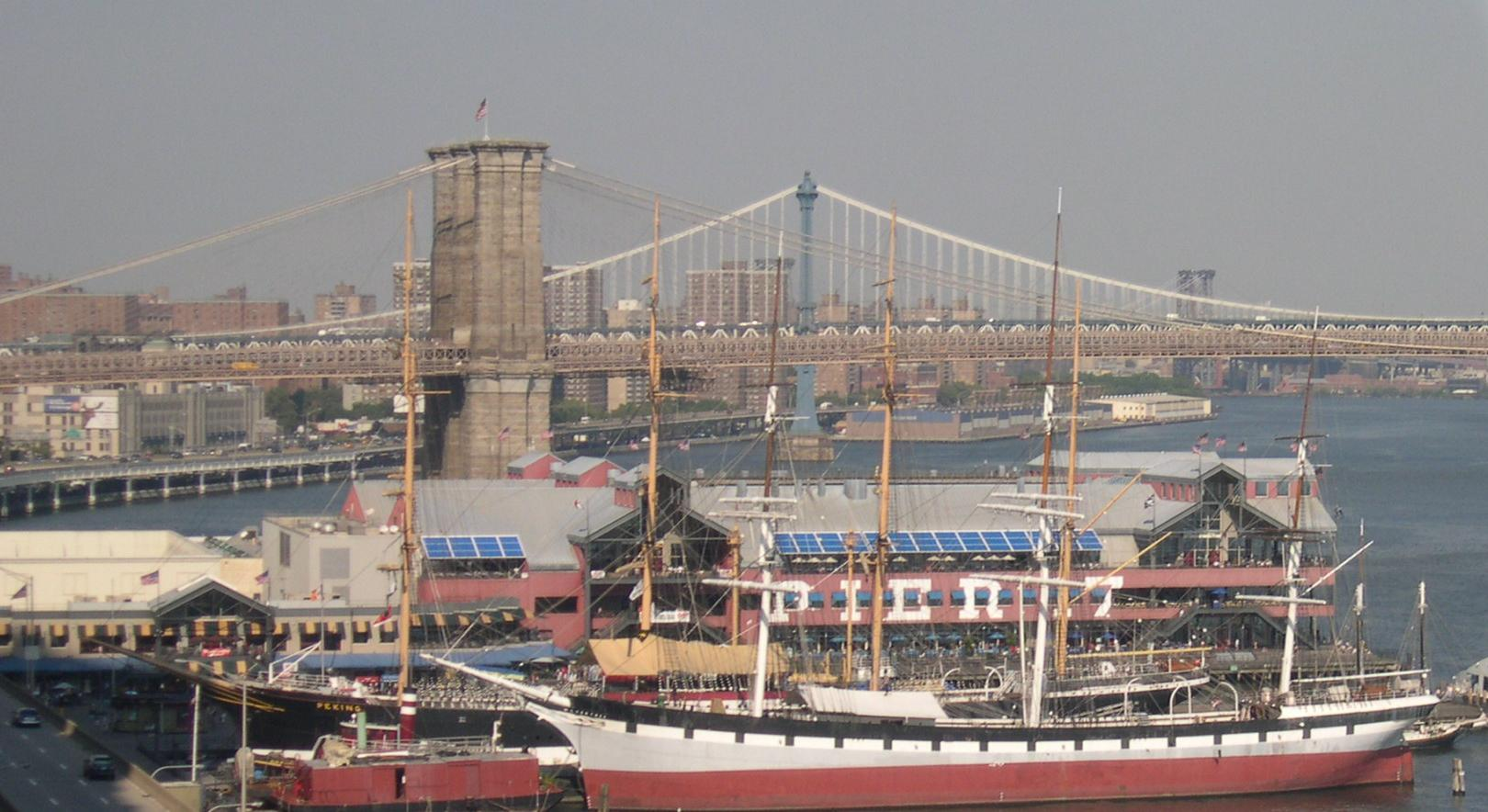
背後にブルックリン橋、マンハッタン橋、ウィリアムズバーグ橋が見えるサウス・ストリート・シーポート

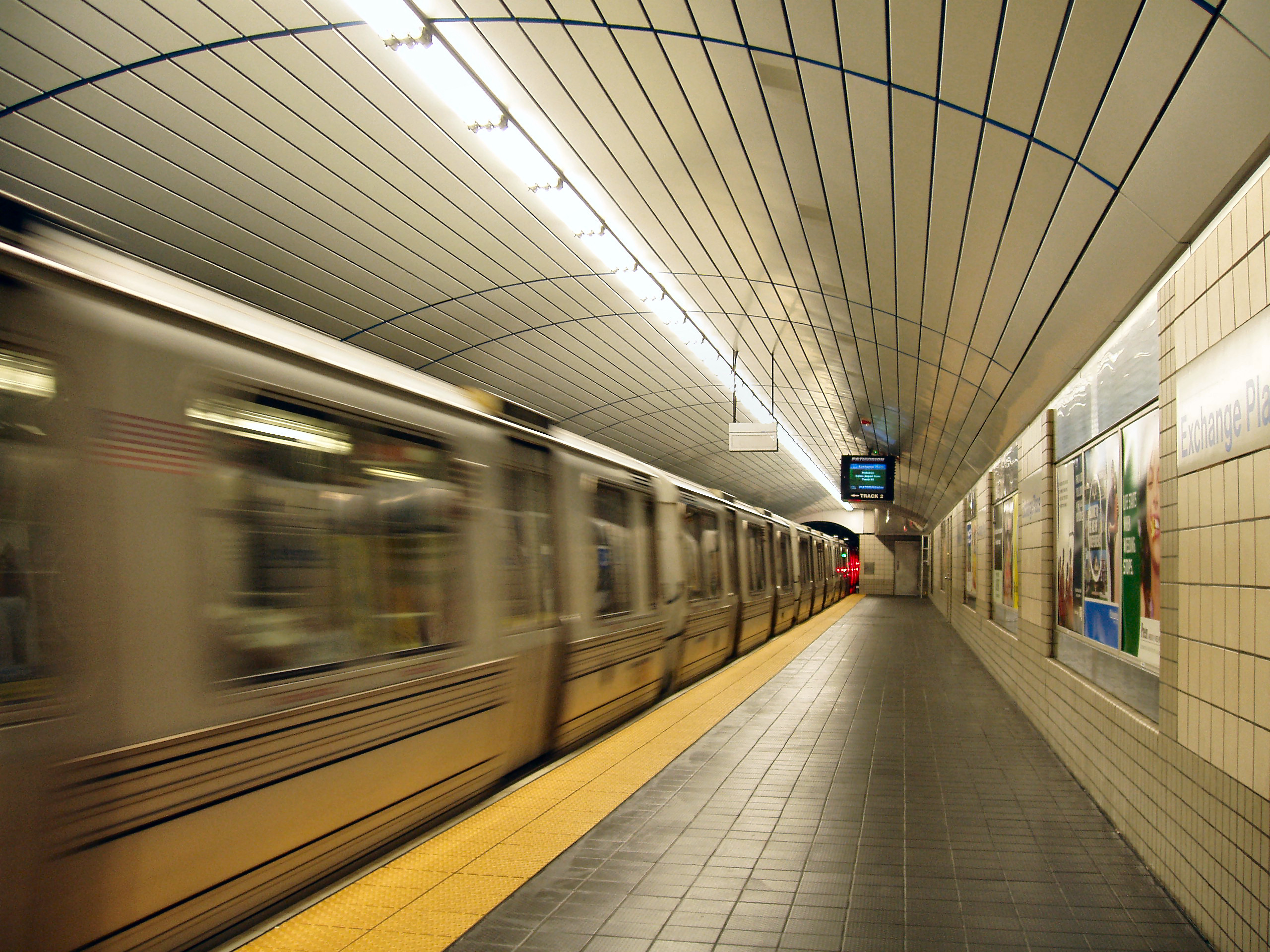
エクスチェンジ・プレイス駅にて、ハドソン・チューブから現れたパストレイン

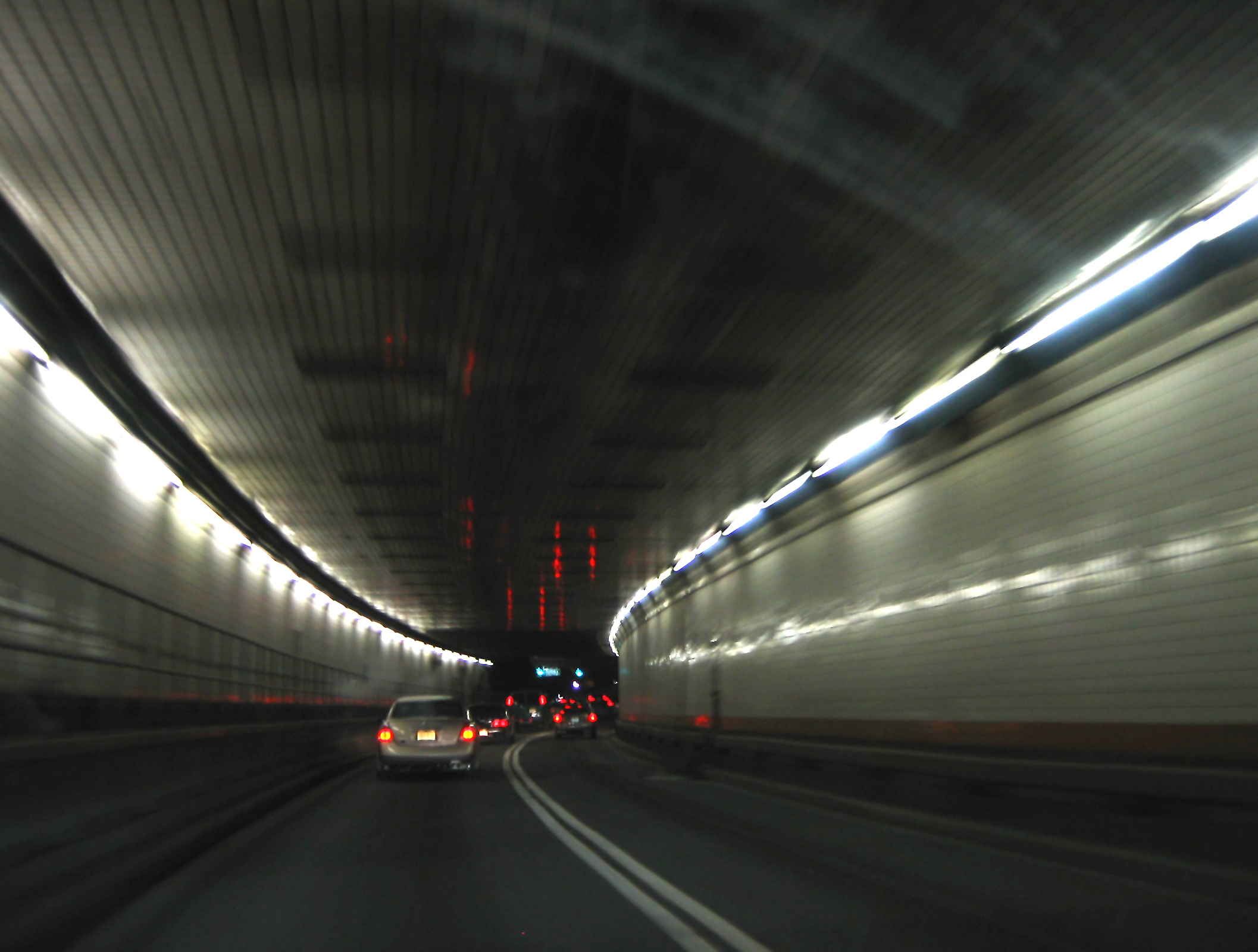
マンハッタンからジャージー・シティへの移動

南から北へ順に：
| 名称                           | 開通年 | 長さ      | 解説                                   |
| ------------------------------ | ------ | --------- | -------------------------------------- |
| ブルックリン橋                 | 1883   | 1825 m    | 最古の吊り橋                           |
| マンハッタン橋                 | 1909   | 2089 m    | ニューヨーク市地下鉄：B D N Q系統      |
| ウィリアムズバーグ橋           | 1903   | 2227.48 m | ニューヨーク市地下鉄：J M Z系統        |
| エド・コッチ・クイーンズボロ橋 | 1909   | 1135.0 m  | NY-25 59丁目橋としても知られる         |
| ルーズベルト・アイランド橋     | 1955   | 876.91 m  | 東側のみ、マンハッタンには接していない |
| ロバート・F・ケネディ橋        | 1936   | 1569.72 m | I-278 トライボロー橋としても知られる   |
| ヘルゲート橋                   | 1916   | 5181.6 m  | 鉄道のみ                               |
| ライカーズ・アイランド橋       | 1966   | 1280.16 m | ライカーズ島からクイーンズへの接続のみ |
| ブロンクス＝ホワイトストーン橋 | 1939   | 1149.10 m | I-678                                  |
| スロッグスネック橋             | 1961   | 886.97 m  | I-295                                  |

#### ハーレム川

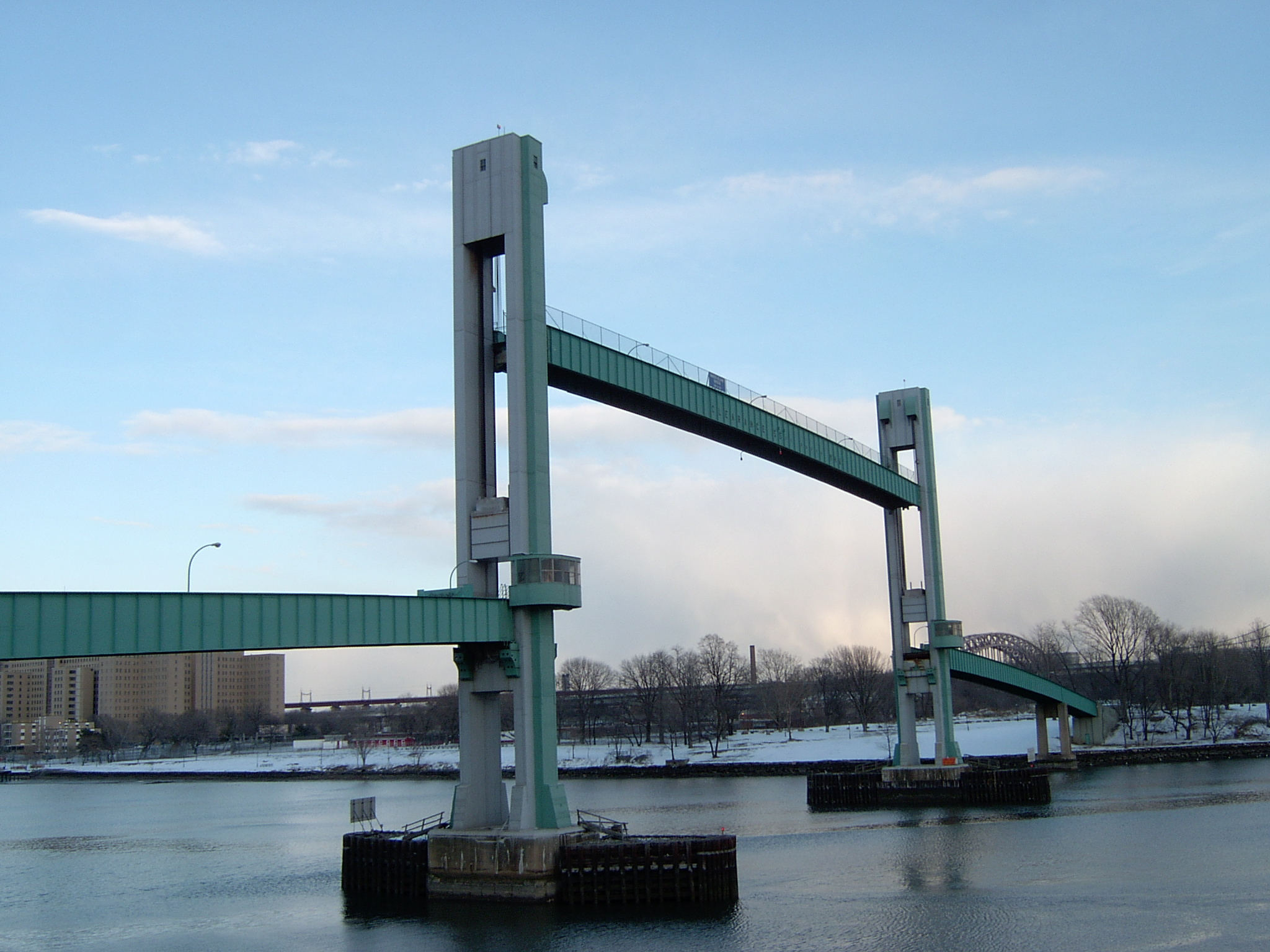
開いたワーズ・アイランド橋

南から北へ、東から西へ順に：
| 名称                         | 開通年 | 長さ      | 解説                                                                     |
| ---------------------------- | ------ | --------- | ------------------------------------------------------------------------ |
| ワーズ・アイランド橋         | 1951   | 285.6m    | 歩行者・自転車専用                                                       |
| ロバート・F・ケネディ橋      | 1936   | 1569.72 m | トライボロー橋としても知られる                                           |
| ウィルズ・アベニュー橋       | 1901   | 979 m     |                                                                          |
| 3番街橋                      | 1898   |           |                                                                          |
| パーク・アベニュー橋         | 1954   |           | メトロノース鉄道専用                                                     |
| マディソン・アベニュー橋     | 1910   | 577 m     |                                                                          |
| 145丁目橋                    | 1905   | 489 m     |                                                                          |
| マコンブ・ダム橋             | 1895   | 774 m     |                                                                          |
| ハイ・ブリッジ               | 1848   | 600 m     | ニューヨーク市で現存する最古の橋。修理のため閉鎖中                       |
| アレクサンダー・ハミルトン橋 | 1963   | 724 m     | I-95 US-1                                                                |
| ワシントン橋                 | 1888   | 723.9 m   |                                                                          |
| ユニバーシティ・ハイツ橋     | 1908   | 82 m      |                                                                          |
| ブロードウェイ橋             | 1962   |           | ハーレム・シップ・キャナル橋としても知られる ニューヨーク市地下鉄：1系統 |
| ヘンリー・ハドソン橋         | 1936   | 673 m     | ヘンリー・ハドソン・パークウェイ                                         |
| スパイテン・ダイヴィル橋     | 1899   |           | 鉄道専用                                                                 |

#### ハドソン川

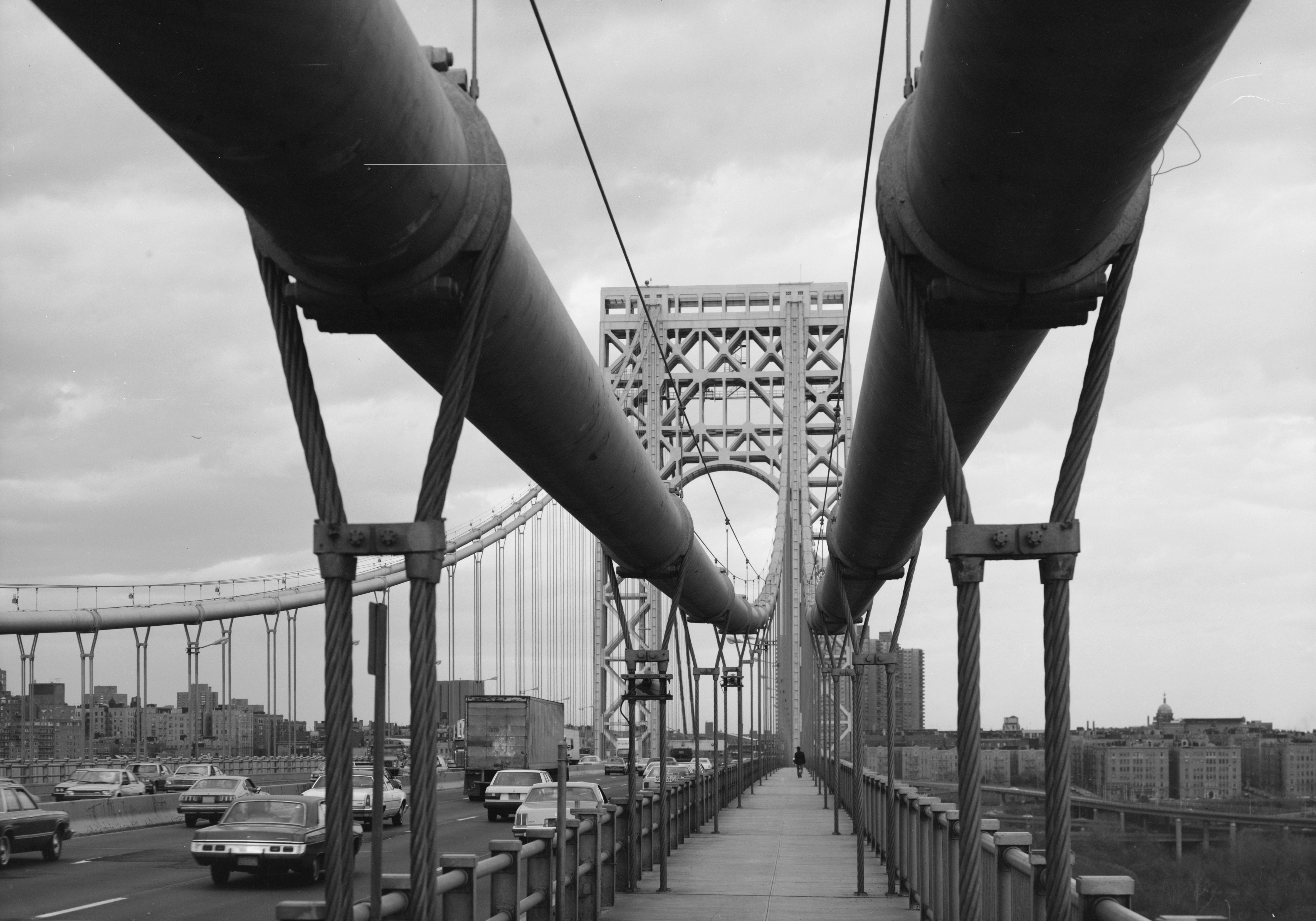
ニューヨーク市とニュージャージー州の間のハドソン川を渡るジョージ・ワシントン・ブリッジ。Historic American Engineering Recordの写真

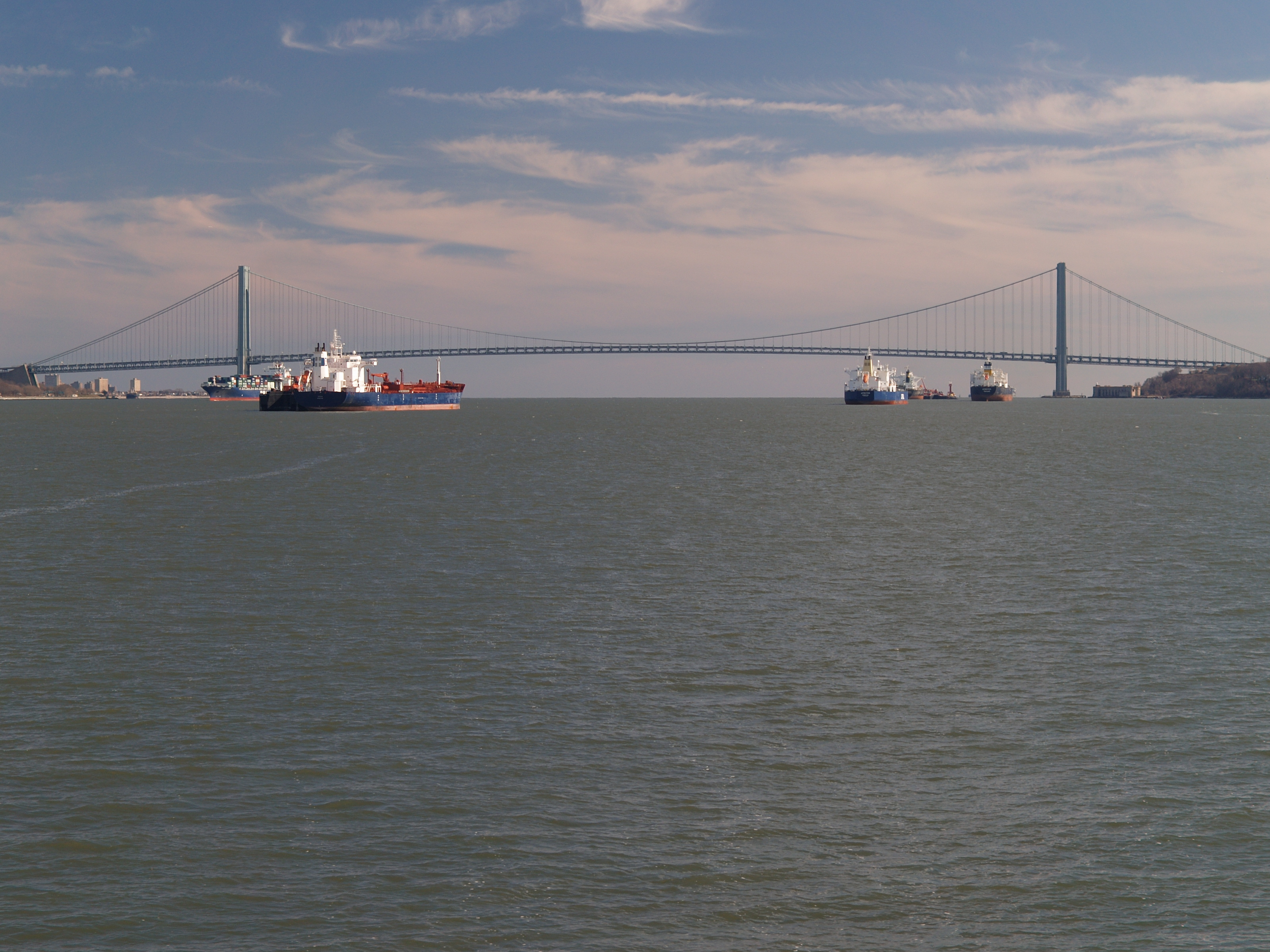
ヴェラザノ・ナローズ橋

| 名称                   | 開通年 | 長さ      | 解説                                                           |
| ---------------------- | ------ | --------- | -------------------------------------------------------------- |
| ジョージ・ワシントン橋 | 1931   | 1450.85 m | I-95、US-1、US-9、US-46 1日当たりの通行量は280,718台（2010年） |

#### ニューヨーク湾
| 名称                   | 開通年 | 長さ     | 解説  |
| ---------------------- | ------ | -------- | ----- |
| ヴェラザノ・ナローズ橋 | 1964   | 2039.1 m | I-278 |

#### ニュータウン・クリーク
| 名称                         | 開通年 | 長さ    | 解説                                           |
| ---------------------------- | ------ | ------- | ---------------------------------------------- |
| コスキアスコ橋               | 1939   | 1,835 m | I-278                                          |
| プラスキ橋                   | 1954   | 860 m   | マクギネス・ブルバード                         |
| J・J・バーン記念橋           | 1987   | 55 m    | グリーンポイント・アベニュー橋としても知られる |
| グランド・ストリート橋       |        |         |                                                |
| メトロポリタン・アベニュー橋 |        |         |                                                |

### その他

#### ブロンクス
| 名称                                 | 開通年 | 長さ | 解説                           |
| ------------------------------------ | ------ | ---- | ------------------------------ |
| ハッチンソン川（川上にある）         |        |      |                                |
| ペラム橋                             | 1908   |      | 海岸道路                       |
| ハッチンソン・リバー・パークウェイ橋 |        |      |                                |
| ウェストチェスター・クリーク         |        |      |                                |
| ユニオンポート橋                     |        |      |                                |
| ブロンクス川                         |        |      |                                |
| イースタン・ブルバード橋             |        |      | I-278                          |
| ペラム湾                             |        |      |                                |
| シティ・アイランド橋                 | 1901   |      | シティ・アイランド・アベニュー |

#### ブルックリン

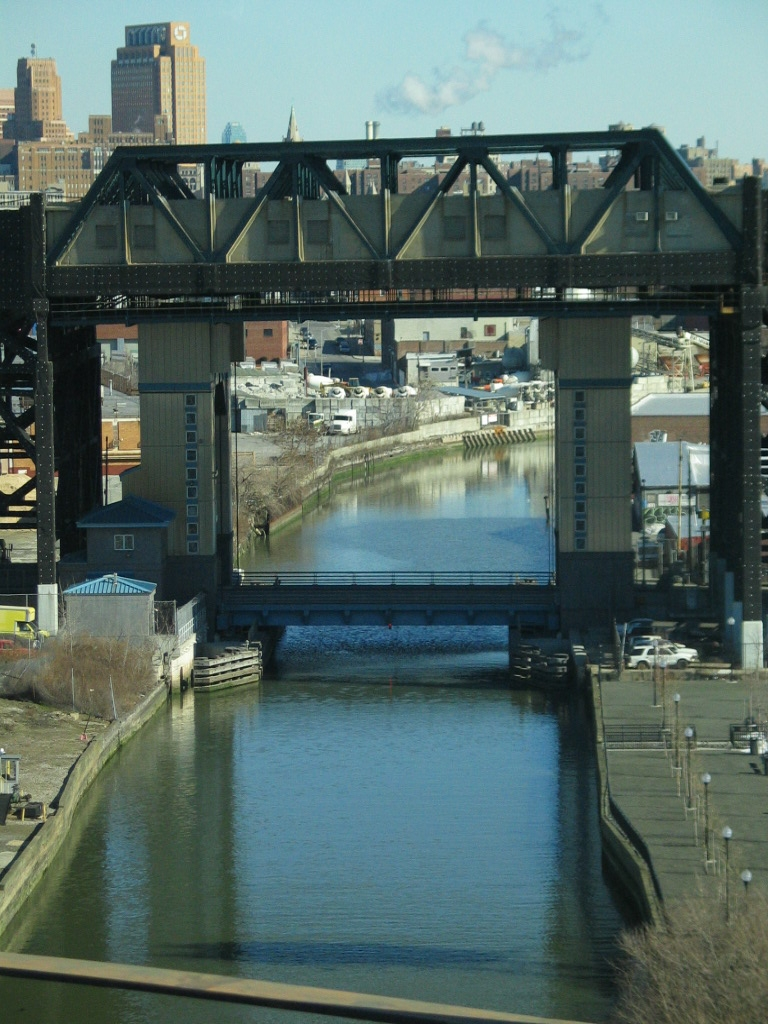
ブルックリンのゴワナス運河を渡る9丁目橋

| 名称                                          | 開通年 | 長さ   | 解説                          |
| --------------------------------------------- | ------ | ------ | ----------------------------- |
| ミル・ベイシン                                |        |        |                               |
| ミル・ベイシン橋                              |        |        |                               |
| ゴワナス運河                                  |        |        |                               |
| ユニオン・ストリート橋                        |        |        |                               |
| キャロル・ストリート橋                        |        |        |                               |
| 3丁目橋                                       |        |        |                               |
| 9丁目橋                                       |        |        | ニューヨーク市地下鉄：F G系統 |
| ハミルトン・アベニュー橋                      |        |        |                               |
| ロッカウェイ入り江 (ブルックリンとクイーンズ) |        |        |                               |
| マリン・パークウェイ＝ギル・ホッジス記念橋    | 1937   | 1226 m |                               |

#### クイーンズ
| 名称                                          | 開通年 | 長さ   | 解説 |
| --------------------------------------------- | ------ | ------ | --- |
| ダッチ・キルズ                                |        |        | |
| ボーデン・アベニュー橋                        |        |        | |
| ハンターズ・ポイント・アベニュー橋            |        |        | |
| ジャマイカ湾                                  |        |        | |
| クロス・ベイ復員軍人記念橋                    | 1970   |        | |
| ヨセフ・P・アッダッボ記念橋                   |        |        | |
| グラッシー・ベイ地下鉄橋                      |        |        | ニューヨーク市地下鉄：A系統 ハワード・ビーチからブロード・チャンネル。                                          |
| サウス・チャンネル地下鉄橋                    |        |        | ニューヨーク市地下鉄：A SR ブロード・チャンネルからロッカウェイへの旋開橋                                       |
| 102丁目橋                                     |        |        | ラッセル・ストリートのハミルトン・ビーチとハワード・ビーチを結ぶ。レニハンズ・ブリッジとしても知られる。        |
| ホートリー・クリーク橋                        |        |        | ハワード・ビーチの163番街、99丁目と、向かいのラウ・コート、デーブンポート・コートにあるハミルトン・ビーチを結ぶ |
| ロッカウェイ入り江 (ブルックリンとクイーンズ) |        |        | |
| マリン・パークウェイ＝ギル・ホッジス記念橋    | 1937   | 1226 m | |

#### スタテンアイランド
| 名称                           | 開通年 | 長さ      | 解説             |
| ------------------------------ | ------ | --------- | ---------------- |
| アーサー・キル                 |        |           |                  |
| ゴーサルズ橋                   | 1928   | 2164.08 m | I-278            |
| アーサー・キル吊り上げ式可動橋 | 1959   | 170.08 m  | CSXとM&Eの鉄道線 |
| アウター横断橋                 | 1928   | 3093 m    | NJ 440/NY 440    |
| キル・ヴァン・クル             |        |           |                  |
| ベイヨン橋                     | 1931   | 1761.74 m | NY 440/NJ 440    |

## トンネル
イースト川やハドソン川の真下を走る各トンネルは、最初に計画されたときは、驚異的だった。ホランド・トンネルは、機械で換気される最初の乗り物用トンネルとして、1927年に盛大なファンファーレと共に開通した。1940年には、市内の都市の混雑を和らげるため、クイーンズ＝ミッドタウン・トンネルが開通した。トンネルは、軌間よりも幅の広い自動車も通行できるよう、ホランド・トンネルよりも1.5フィート広く設計された。ヒュー・L・ケアリー・トンネルがブルックリン＝バッテリー・トンネルとして1950年に開通した当時、世界最長の水面下の乗り物用トンネルであり、現在も記録を保持している。リンカーン・トンネルは、マンハッタン・ミッドタウンの中心部からニュージャージー州の各地を接続する3本のトンネルである。車線は3レーンであり、ラッシュ・アワーには4レーンとなる。
4本の水面下にあるトンネルは、全てオーレ・シングスタッドが建設した。ホランド・トンネルのもともとの技術長であったクリフォード・ミルバーン・ホランドが死去し、後継者のミルトン・H・フリーマンが引き継いで、ホランド・トンネルを完成させた。

### イースト川
南北を結ぶ。
| 名称                                 | 開通年 | 長さ               | 解説 |
| ------------------------------------ | ------ | ------------------ | --- |
| ブルックリン-バッテリートンネル      | 1950   | 2,779 m (9,117 ft) | I-478                                                                                                   |
| ジョレールモン・ストリート・トンネル | 1908   |                    | レキシントン・アベニュー線 ニューヨーク市地下鉄：4 5系統                                                |
| モンタギュー・ストリート・トンネル   | 1920   |                    | ブロードウェイ線 ニューヨーク市地下鉄：N R W 系統                                                       |
| クラーク・ストリート・トンネル       | 1919   | 1,800 m (5,900 ft) | ブロードウェイ-7番街線 ニューヨーク市地下鉄：2 3系統                                                    |
| クランベリー・ストリート・トンネル   | 1933   |                    | 8番街線 ニューヨーク市地下鉄：A系統                                                                     |
| ラトガース・ストリート・トンネル     | 1936   |                    | 6番街線 ニューヨーク市地下鉄：F <F> 系統                                                                |
| 14丁目トンネル                       | 1924   |                    | カナーシー線 ニューヨーク市地下鉄：L系統                                                                |
| イースト・リバー・トンネル           | 1910   | 1,204 m (3,949 ft) | ニューヨーク・トンネル・エクステンションの一部 アムトラックとロングアイランド鉄道（北東回廊）           |
| クイーンズ-ミッドタウントンネル      | 1940   | 1,955 m (6,414 ft) | I-495                                                                                                   |
| スタインウェイ・トンネル             | 1915   |                    | フラッシング線 ニューヨーク市地下鉄：7 <7>系統                                                          |
| 53丁目トンネル                       | 1933   |                    | クイーンズ・ブルバード線 ニューヨーク市地下鉄：E M系統                                                  |
| 60丁目トンネル                       | 1920   |                    | ブロードウェイ線 ニューヨーク市地下鉄：N R W系統                                                        |
| 63丁目トンネル                       | 1989   | 960 m (3,140 ft)   | 上層: 63丁目線 ニューヨーク市地下鉄：F <F>系統 下層: グランド・セントラル・ターミナルへのLIRRが開通予定 |

### ハーレム川
南から北へ順に：
| 名称                               | 開通年 | 長さ           | 解説                                                           |
| ---------------------------------- | ------ | -------------- | -------------------------------------------------------------- |
| レキシントン・アベニュー・トンネル | 1918   |                | レキシントン・アベニュー線 ニューヨーク市地下鉄：4 5 6 <6>系統 |
| 149丁目トンネル                    | 1905   | 195 m (641 ft) | ホワイト・プレーンズ・ロード線 ニューヨーク市地下鉄：2系統     |
| コンコース・トンネル               | 1933   |                | コンコース線 ニューヨーク市地下鉄：B D系統                     |

### ハドソン川
南から北へ順に：
| 名称                             | 開通年                                             | 長さ                                                                                         | 解説 |
| -------------------------------- | -------------------------------------------------- | -------------------------------------------------------------------------------------------- | --- |
| ダウンタウン・ハドソン・チューブ | 1909                                               | 1,720 m (5,650 ft)                                                                           | モントゴメリー＝コートランド・トンネル ポート・オーソリティー・トランス・ハドソン                         |
| ホランド・トンネル               | 1927                                               | 南トンネル: 2,551 m (8,371 ft) 北トンネル: 2,608 m (8,558 ft)                                | I-78 |
| アップタウン・ハドソン・チューブ | 1908                                               | 1,700 m (5,500 ft)                                                                           | Hホーボーケン＝モートン・トンネル ポート・オーソリティー・トランス・ハドソン                              |
| ノース・リバー・トンネル         | 1910                                               | 1,900 m (6,100 ft)                                                                           | ニューヨーク・トンネル・エクスペディションの一部 アムトラックとニュージャージー・トランジット（北東回廊） |
| リンカーン・トンネル             | 南トンネル: 1957 中トンネル: 1937 北トンネル: 1945 | 南トンネル: 2,440 m (8,006 ft) 中トンネル: 2,504 m (8,216 ft) 北トンネル: 2,281 m (7,482 ft) | NJ 495/I-495                                                                                              |

## 他の橋とトンネル
- マレー・ヒル・トンネル（マンハッタン）
- バッテリー・パーク・アンダーパス
- コブル・ヒル・トンネル
- 1番街アンダーパス（マンハッタンの42丁目から47丁目）
- トリニティ・プレイス橋（マンハッタン）

## 橋とトンネルの利用
ミッドタウンとロウアー・マンハッタンへの午前5時から午前11時までの平均交通量。
1. クイーンズボロ橋: 31,000
2. リンカーン・トンネル: 25,944
3. ブルックリン橋: 22,241
4. ウィリアムズバーグ橋: 18,339
5. クイーンズ＝ミッドタウン・トンネル: 17,968
6. ホランド・トンネル: 16,257
7. ブルックリン＝バッテリー・トンネル: 14,496
8. マンハッタン橋: 13,818

## 参照
- Bridge information
- Bridges by use